# Ultimate Circus
『Ultimate Circus』（アルティメット・サーカス）は、日本のヴィジュアル系バンド・ナイトメアが、
2003年12月25日にリリースした、メジャー初のオリジナルアルバムである。

## 概要
”フルアルバムだけに...フルスロットル”がキャッチフレーズ。
メジャーデビューシングル「- Believe -」とカップリング曲「muzzle.muzzle.muzzle」
2ndシングル「茜/HATE/Over」3曲を含む、メジャー1stアルバム。
初回盤と通常盤の2タイプでリリース。初回盤は盤面のデザインが違うことと、紙製のスリーブケースが付属。

## 収録曲
1. promenade
 (作詞：YOMI 作曲：咲人)
レコードに針を落とした様なノイズから始まり、イントロは3拍子のワルツ調が特徴的。
1分ほどマーチドラムとボーカルのみで進行し、バンドが加わり変化する激しいナンバー。
曲の終了と同時に、次曲「muzzle.muzzle.muzzle」が始まる。
2. muzzle.muzzle.muzzle
 (作詞：YOMI 作曲：咲人)
メジャーデビューシングル「-Believe-」のカップリング曲。
ギターソロに「トルコ行進曲」が取り入れられている。
また、3rdシングル「Varuna」収録の「to for」からも繋がる構成になっている。
シングル集『Nightmare 2003-2005 Single Collection』には「to for」と共に収録。
3. M-aria
 (作詞・作曲：RUKA)
特別な表記はないが「M-aria (天下布武ver.)」として、インディーズ時代の同曲を再録。
旧録版は、ベースがフィーチャーされ特徴的だったが、再録に際し、
「月のマリア」から入る歌い出しが追加、ベースが落ち着いて雰囲気がガラッと変わった。
後にリリースする、ベストアルバム『ジャイアニズム 〜ナイトメアのくせに生意気だぞ〜』にも収録。
4. カブキロジカル
 (作詞：YOMI 作曲：咲人)
新曲。曲の終わりが間髪入れずに次へ繋がる。
5. Believe
 (作詞：YOMI 作曲：RUKA)
メジャー1stシングル。アルバムver.で収録。
イントロにオルゴールが追加。クロスフェードされて始まる。
曲の仕様変更にあたり特別な表記されてはいないが、表記が若干変更されており、
シングルは「- Believe -」だが、アルバムでは「Believe」となっている。
ベストアルバム、『ジャイアニズム 〜ナイトメアのくせに生意気だぞ〜』も同様。
6. Mind Ocean 〜喪失は雪と共に〜
 (作詞・作曲：RUKA)
新曲。『ジャイアニズム 〜ナイトメアのくせに生意気だぞ〜』にも収録。
7. HATE
 (作詞・作曲：RUKA)
2ndシングル「茜/HATE/Over」からアルバムver.で収録。
こちらも表記はないが、イントロにドラムが追加され、曲終わりも若干異なる。
8. 茜
 (作詞：YOMI 作曲：咲人)
2ndシングル「茜/HATE/Over」収録曲。
9. 36.7℃
 (作詞：YOMI 作曲：咲人)
インディーズで発表した「マリアの墓」を再録。こちらも歌い出しが追加された。
間奏が若干変更、最後のサビがメロディーと歌詞が変更されている。曲の雰囲気は変わっていない。
10. 極東乱心天国
 (作詞・作曲：瑠樺／RUKA)
新曲。ギターソロが長く、特徴的なライブ定番曲。ツアー最終日などにはだいたい演奏される。
ベストアルバム『ジャイアニズム 〜ナイトメアのくせに生意気だぞ〜』にも収録。
11. loopain
 (作詞：YOMI 作曲：咲人)
新曲。
12. Over
 (作詞：YOMI 作曲：咲人)
2ndシングル「茜/HATE/Over」からアルバムver.で収録。
こちらも表記はないがミックスが異なり、ボーカルにリバーブをかけている。
テレビ東京系アニメ『コロッケ!』のエンディングテーマとしても使用された。
13. アクアリア
 (作詞：YOMI 作曲：咲人)
新曲。

## 余談
アルバムタイトルは、RUKA曰く最初から決まっており、「最大」という意味のアルティメットと「何でもあり」と言う雰囲気を感じるサーカスの2つを組み合わせる事で、「本当に何でもありで、何でもドンと来い、ドンとやってきた」と言った意味を込め付けられた。
また咲人は、このアルバムを一言で「バラエティーパック」と表現しており、YOMIも「詞を2人で書いているんで、現実的なものから幻想的な詞まで、いい意味で書き分けられていると思う」と述べた。
本作のレコーディングは、ツアー合間の7月–10月にかけて行われたが、収録する楽曲が出揃っていない状態で開始され、9月末になってようやく揃い、タイトルも急ぎで決め、それに合わせて曲順を決めたというエピソードがある。この事について咲人は、「うちは曲を作れる人がいっぱいいるんですけど、曲のストックがあまり無いんです」と語っている。
メジャーデビューした事でレコーディング環境が改善され、以前は朝の7時からドラムを録音する様な厳しい状況下で、メンバーもレコーディング嫌いだったことも相まって、誰かがキレるか泣いて帰るという殺伐とした状況で作業をしていたが、今回からは昼過ぎからのレコーディングなどで体調も良く作業が出来たとの事。
また音作りの方針が変わっており、コンプレッサーを多用していた今までと比較して、音の抜けも良くなっている。ヴォーカル録りにおいては、秘密兵器として100万円のマイクを用いて収録が行われた。
後に発売されるベストアルバム『ジャイアニズム 〜ナイトメアのくせに生意気だぞ〜』への収録は3曲にのぼり、ベストアルバムをリリースする時に存在した他のアルバムより多く選出された。